# Inayatullah Khan
Inayatullah Khan Seraj (Mu'in as-Sultana Sirdar 'Inayat Ullah Khan; 20. oktober 1888 - 12. august 1946) var konge af Afghanistan fra 14. januar 1929 til han abdicerede den 17. januar 1929. Han var søn af Habibullah Khan.